# Головко Андрій Валентинович
Андрій Валентинович Головко (5 серпня 1977, Дніпропетровськ) — колишній український футболіст, нападник.

## Біографія
Вихованець СДЮШОР «Дніпро-75» (Дніпропетровськ). Перші тренери — І. Л. Вєтрогонов і В. С. Мусієнко. 
У професійному футболі дебютував 1993 року виступами за «Дніпро». Надалі більшість часу виступав на правах оренди за інші клуби. Зокрема за  вінницьку «Ниву», з якою став фіналістом Кубка України, та найкращим бомбардиром команди. 
У сезоні 1999-2000 рр. виступав за полтавську "Ворсклу", яка пробилась до Кубку Інтертото, посівши 5-е місце у чемпіонаті України.
2000 року повертається у дніпропетровський «Дніпро», з яким становиться бронзовим призером чемпіонату України.
На початку 2002 року перейшов в «Металіст», після чого грав за вищолігові «Іллічівець» і «Борисфен» та першолігову вінницьку «Ниву».
На початку 2005 року відправився в Казахстан, де на правах оренди виступав за «Актобе»,який у тому році отримав золоті нагороди чемпіонату. Проте вже влітку повернувся на Батьківщину, підписавши контракт з першоліговою «Зорею». В складі луганчан того ж сезону став переможцем першої ліги, допомігши клубу повернутись до еліти, проте з «Зорю» в вищій лізі так і не зіграв, перейшовши влітку в київський «Арсенал». Щоправда, за «гармашів» заграти повноцінно не зміг, отримавши травму, тому по завершенню року завершив професійну кар'єру.
Усього за кар'єру провів 249 матчів, у яких забив 50 голів. 

### Збірна
Грав за збірні України різних вікових категорій. У складі збірної України віком до 16 років став бронзовим призером чемпіонату Європи в Ірландії.
Протягом 1996–1997 років залучався до складу молодіжної збірної, за яку в 9 матчах забив 4 голи.

## Досягнення
- Бронзовий призер чемпіонату України: 2000/01
- Фіналіст Кубка України: 1996/97, 1997/98.
- Переможець першої ліги чемпіонату України: 2005/06.
- Майстер спорту.